# 豊中市立東豊中小学校
豊中市立東豊中小学校（とよなかしりつ ひがしとよなかしょうがっこう）は、大阪府豊中市東豊中町五丁目にある公立小学校。

## 沿革
- 1967年4月1日 - 豊中市立上野小学校より分離開校。
- 1967年7月20日 - 校章・校旗制定。
- 1969年1月15日 - 運動場完成。
- 1970年3月31日 - 体育館完成。
- 1970年4月17日 - 校歌制定発表会。
- 1971年3月31日 - プール完成。
- 1974年4月1日 - 豊中市立東豊台小学校を分離。

## アクセス
- 阪急バス 東豊中小学校前にて下車
  - 阪急宝塚本線豊中駅から36・38・43・45・46系統
  - 北大阪急行電鉄南北線桃山台駅から36・38・41・45・46・47系統